# Max Blank
Max Hugo Blank (* 8. September 1887 in Ungarnberg, Österreich-Ungarn; † 9. November 1955) war ein deutscher nationalsozialistischer Funktionär, der als Oberstarbeitsführer im Reichsarbeitsdienst tätig war.

## Leben
Er war der Sohn des Fabrikdirektors Heinrich Blank (1859–1919) und dessen aus Ustron in Schlesien stammenden Ehefrau Helene, geborene Janik. Nach dem Besuch der Oberrealschule in Galizien schlug Max Blank ab 1906 eine militärische Laufbahn ein. Am Ersten Weltkrieg nahm er aktiv als Bataillonsführer in Russland und Italien teil. 1920 schied er aus dem Militärdienst aus und ließ sich in Düsseldorf nieder, wo er 1922 die Einbürgerung in das Deutsche Reich, speziell in den Freistaat Preußen, erreichte, nachdem sein Geburtsort nach Ende des Ersten Weltkrieges an Polen gekommen war. Max Blank wurde in Düsseldorf Geschäftsführer einer Ölimport-Firma und handelte an den Bergwerksbörsen in Düsseldorf und Essen. Außerdem wurde er Geschäftsführer des Niederrheinischen Landbundes.
1925 erfolgte seine Ernennung zum Assistenten und Personalchef im Stahlräderverband Düsseldorf. Zum 1. Oktober 1929 trat er der NSDAP bei (Mitgliedsnummer 159.477). 1932 wurde Max Blank Gau-Sachverständiger für den freiwilligen Arbeitsdienst. Ferner war er als Gau-Redner für die NSDAP tätig. Wenig später wurde er Gauarbeitsführer im Reichsarbeitsdienst-Gau XXI (Niederrhein) mit Sitz in Düsseldorf. 1937 war er bereits Oberstarbeitsführer und 1943 wurde er als Oberstarbeitsführer in Düsseldorf-Oberkassel, Quirinstraße 26, bezeichnet. Sein Nachfolger als Arbeitsführer im Reichsarbeitsdienst-Gau Niederrhein wurde 1939 Wilhelm Klein.
Er war u. a. Mitglied des Düsseldorfer Industrieclubs.

## Familie
Max Hugo heiratete am 23. Februar 1911 in Wetter an der Ruhr die von dort stammende Thusnelda, geborene Bönnhoff (* 1889). Aus der Ehe gingen ein Sohn und zwei Töchter hervor.

## Schriften (Auswahl)
- „Die Niers“. Eine Großarbeit im Arbeitsgau XXI, Niederrhein (mit 1 Karte). In: Jahrbuch des Reichsarbeitsdienstes, Bd. 2 1937/38, 1937, S. 76–79.

## Ehrungen
- Eisernes Kreuz II. Klasse
- Militärverdienstmedaille I. Klasse
- Militärverdienstkreuz
- Fronttruppenkreuz